# Klempíř

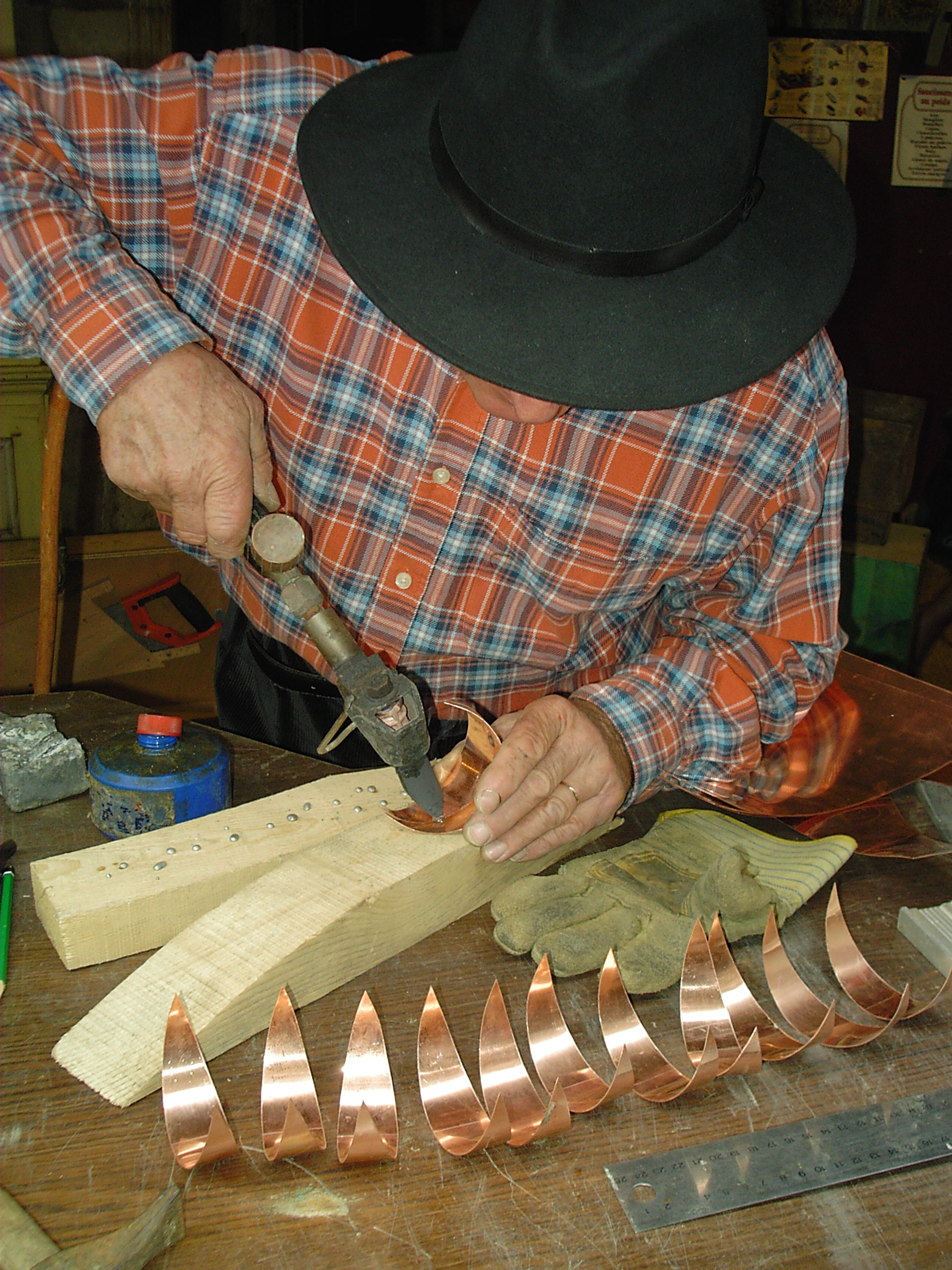
Klempíř při práci na korouhvičce

Klempíř (z něm. Klemperer) je řemeslník pracující s plechem hlavně ve stavebnictví. Plech, nejčastěji pozinkovaný ocelový nebo měděný, stříhá, tvaruje (ohýbá) a spojuje pájením nebo skládaným spojem. K obvyklým klempířským výrobkům patří součásti okapů, oplechování střešních výlezů, vikýřů, komínů, krytí zdí a parapetů oken a balkonů, plechové střešní krytiny atd. Klempíř provádí i montáž a opravy klempířských výrobků.
Autoklempíř je specializovaný klempíř provádějící opravy plechových částí karoserií automobilů.

## Související řemesla
- pokrývač
- zámečník
- kovotepec